# Oligoryzomys flavescens
Oligoryzomys flavescens је врста глодара из породице хрчкова (лат. Cricetidae). 

## Распрострањење
Врста је присутна у Аргентини, Бразилу, Парагвају и Уругвају.

## Станиште
Врста Oligoryzomys flavescens има станиште на копну.

## Угроженост
Ова врста није угрожена, и наведена је као последња брига јер има широко распрострањење.

### Популациони тренд
Популација ове врсте је стабилна, судећи по доступним подацима.